# Roberto Ayza
Roberto Ayza Berça (n. 19 mai 1981, São Caetano do Sul) este un jucător de fotbal brazilian retras din activitate.Ultimul său meci a fost disputat pe 04/07/2019 contra celor de la FCSB.